# هر کاری خواهم کرد
هر کاری خواهم کرد (به انگلیسی: I'll Do Anything) فیلمی محصول سال ۱۹۹۴ و به کارگردانی جیمز ال. بروکس است.

## بازیگران
- نیک نولتی
- آلبرت بروکس
- جولی کاونر
- جولی ریچاردسون
- تریسی آلمن
- ویتنی رایت
- چلسی فیلد
- جولی فیشر
- ویکی لوئیس
- آن هیچ
- ایان مک‌کلن
- آنجلا آلوارادو
- رابرت جوی
- ماریا پیتلو
- جیک بیوزی
- هری شیرر
- روزی اودانل
- کن پیج
- استیو وینوویچ
- اندی مایلدر
- آرون لوستیگ
- کیت مک‌نیل
- پاتریک کاسیدی
- وودی هرلسون
- تریسیا لی فیشر
- مگی روزول